# Дзюн Таками
Дзюн Таками (яп. 高見 順 Таками Дзюн, 30 января 1907 года — 17 августа 1965 года) — японский писатель
, поэт, литературный критик, сценарист, историк литературы периода Сёва, работавший под псевдонимом. Имя при рождении — Ёсио Такама (яп. 高間 芳雄 Такама Ёсио).

## Биография
Родился внебрачным сыном губернатора префектуры Фукуи, мэра Нагоя и молодой женщины, которой было поручено развлекать его во время визита в её город. С отцом Дзюн никогда не встречался.
В 1930 году окончил английское отделение Токийского университета. В студенческие годы примкнул к левой художественной группе и сотрудничал с их литературным журналом «Саёку Гэйдзюцу».
Его особенно привлекал гуманизм в творчестве Сиракаба. В 1930-х годах некоторое время участвовал в движении за левую (пролетарскую) литературу, увлекался дадаизмом, марксизмом и анархизмом. Представитель группы маргинальных писателей Японии Бурайха.
После окончания университета работал в компании Columbia Records.
Литературную известность Дзюну Таками принёс роман «Старые друзья забываются» (1936), в котором выведены бывшие левые деятели, отрекшиеся от марксизма в условиях разгула реакции. В форме непринуждённой беседы написан его роман «Под какими звёздами?» (1940), рисующий нравы «весёлых» кварталов Токио. После Второй мировой войны примкнул к футуристическому поэтическому журналу «Нихон мирай ха», опубликовал сборник стихов «Любовь к дереву» (1950).
В романе «Отвращение» (1960) Таками воссоздал образ японского интеллигента-анархиста.
Написал 5 киносценариев. Автор исследований по истории современной японской литературы («Расцвет и упадок литературы периода Сёва», 1958, и др.). Умер от рака пищевода.
С 1971 по 2020 год присуждалась премия имени Дзюна Таками авторам выдающихся поэтических произведений. Одна из наиболее престижных литературных премий Японии.